# Фернандес Пачеко Эскалона, Хуан
Хуан Фернандес Пачеко-и-Толедо (исп. Juan Fernández Pacheco y Toledo; 20 декабря 1563, Эскалона — 5 мая 1615, Эскалона), 5-й герцог Эскалона — испанский аристократ, дипломат и государственный деятель, гранд Испании.

## Биография
Родился 20 декабря 1563 года в Эскалоне. Сын Франсиско Лопеса Пачеко-и-Кабрера Бобадилья, 4-го герцога де Эскалона (1532—1574), и Хуаны де Толедо Айяла.
Титулатура: 5-й герцог Эскалона, 5-й маркиз де Вильена, 5-й маркиз де Мойя, 8-й граф де Сан-Эстебан-де-Гормас и де Хикена.
Наследовал отцу 2 апреля 1574 года. Командовал двумя ротами на королевской службе в войнах с Англией и Францией.
В 1589 году был пожалован Филиппом II в рыцари ордена Золотого руна. Орденскую цепь получил из рук монарха 29 ноября 1593 года в Мадриде в церкви Святого Апостола Андрея.
Как придворный участвовал во всех торжественных мероприятиях, особенно отметившись пышным представлением на церемонии бракосочетания Филиппа III и Маргариты Австрийской.
В 1602—1606 годах был послом Его Католического величества в Риме, участвовал в избрании Льва XI и Павла V (1605), пользовался расположением последнего, получив от понтифика разрешение построить в Эскалоне соборную церковь, возведя впечатляющее сооружение.
В апреле 1606 покинул Рим, получив должности вице-короля и генерал-капитана Сицилии. Поставив под контроль торговлю зерном, герцог прекратил голод на острове, а также добился успехов в борьбе с бандитизмом.
Умер в 1615 году в Эскалоне. Вместе с женой был погребен в главной часовне монастыря иеронимитов в Эль-Паррале в Сеговии.

## Семья
Жена (6.01.1594, Вила-Висоза): Серафина Португальская (20.05.1566, Вила-Висоза — 6.01.1604, Рим), дочь Жуана Португальского, 6-го герцога Брагансы, и Катарины Португальской
В браке было 10 детей:
- Франсиско Мануэль Гаспар Фелипе Пачеко-и-Португаль (род. 1 января 1596), умер в детстве
- Фелипе Хуан Бальтасар Фернандес Пачеко-и-Португаль (род. 1 января 1596), сменивший своего отца на посту 6-го маркиза Вильена. Жена — Каталина де Суньига, дочь Диего де Суньиги, 2-го герцога де Пеньяранда-де-Дуэро, и Франсиски де Сандоваль
- Диего Роке Пачеко-и-Португаль (род. 21 декабря 1597), умерший в детстве
- Диего Роке Лопес Пачеко-и-Португаль (16 августа 1599 — 1653), сменивший своего брата Фелипе на посту 7-го маркиза Вильены. Жена (1644): Хуана де Суньига (ок. 1620 — 1652), дочь Франсиско Диего Лопеса де Суньиги, герцога де Бехар, и Аны де Мендоса, герцогини де Мандас-и-Вильянуэва
- Франсиско Хуан Теодосио Хасинто Пачеко-и-Португаль (род. 28 ноября 1600), который был фельдмаршалом испанской пехоты в Милане и кавалером Ордена Сантьяго.
- Каталина де Сан-Пабло Пачеко-и-Португаль (род. 5 февраля 1595), монахиня монастыря Дескальзас-Реалес в Мадриде
- Хуана Лукас Пачеко-и-Португаль (род. 16 февраля 1597), монахиня из Дескальса Мадрида и основательница монастыря францисканских монахинь того же института в Чинчоне
- Сесилия Пачеко-и-Португаль (род. 29 марта 1598), умершая в молодом возрасте
- Сесилия Пачеко-и-Португаль II (14 декабря 1604 — 1622), монахиня монастыря францисканского зачатия в Эскалоне
- Диего Антонио Пачеко (20 сентября 1594 — 1616), внебрачный сын герцога и настоятель церкви Хаэн.

У герцога также было трое внебрачных детей:
- Хуан Франсиско Пачеко (28 февраля 1606 — 1663), епископ Куэнки, затем Кордовы
- Андрес Маурисио Пачеко (ум. 24 сентября 1651), который был капитаном кирасир в Милане
- Мария Пачеко, монахиня, а затем аббатиса монастыря Консепсьон-де-Эскалона.